# Lindenbergia macrostachya
Lindenbergia macrostachya är en snyltrotsväxtart som först beskrevs av George Bentham, och fick sitt nu gällande namn av George Bentham. Lindenbergia macrostachya ingår i släktet Lindenbergia och familjen snyltrotsväxter. Inga underarter finns listade i Catalogue of Life.